# Bezovica (gmina Koper)
Bezovica – wieś w Słowenii, w gminie miejskiej Koper. 1 stycznia 2018 miejscowość liczyła 68 mieszkańców.